# Communal Livestock Farming
Das Communal Livestock Farming (dt. kommunale Tierhaltung) ist eine Form der landwirtschaftlichen Nutztierhaltung, welche in weiten Teilen Afrikas südlich der Sahara praktiziert wird.

## Charakteristik
Das Communal Livestock Farming basiert in seiner Ausprägung auf dem Pastoralismus und dem Agro-Pastoralismus.
Das Communal Livestock Farming steht in einem klaren Gegensatz zur kommerziellen Tierhaltung. Unter dem kommerziellen Konzept ist dabei die für die westliche Welt “typische” kommerzielle Tierhaltung zu verstehen, bei welcher eine Privatperson oder ein Privatunternehmen landwirtschaftliche Flächen besitzt und kontinuierlich danach strebt, auf diesen Flächen die Effizienz der Produktion von einem oder mehreren tierischen Erzeugnissen (z. B. Fleisch, Milch, Wolle und Eier) zu maximieren.
Im Gegensatz zur kommerziellen Tierhaltung existieren im Communal Livestock Farming lediglich Landnutzungsrechte, während privater Landbesitz weitgehend nicht vorhanden ist.
In den meisten Fällen befinden sich in von Communal Livestock Farming geprägten Gebieten lediglich die für den Ackerbau genutzten Flächen in Privatbesitz, während die Weideflächen gemeinschaftlich genutzt werden.
Somit befinden sich beim Communal Livestock Farming also lediglich die landwirtschaftlichen Nutztiere in privatem Besitz, während das Weideland gemeinschaftlich von den Bewohnern eines Dorfes oder einer kleinen Ansiedlung genutzt wird. Außerdem sind die Produktionsziele im Communal Livestock Farming weit weniger stark kommerziell ausgerichtet und orientieren sich in erster Linie an der Deckung des familiären bzw. kommunalen Eigenbedarfs.
Im Vergleich zur kommerziellen Tierhaltung ist das Communal Livestock Farming generell sehr arbeitsintensiv, da der Einsatz moderner Technik sowie Investitionen in die Modernisierung der Bewirtschaftung weitgehend nicht stattfinden. Außerdem findet eine Spezialisierung auf ein bestimmtes Produkt, wie es in der kommerziellen Tierhaltung gang und gäbe ist, in der Regel nicht statt, so dass mehrere Ziele wie z. B. die Verfügbarkeit von Zugtieren und Dung, die Produktion von Fleisch sowie die Kapitalbildung, gleichzeitig verfolgt werden. Diesbezüglich wird im Gegensatz zur kommerziellen Tierhaltung der Produktivität je Hektar mehr Bedeutung zugemessen als der Produktivität je Tier.

Für gewöhnlich wird, im Vergleich zur kommerziellen Tierhaltung, die Vergrößerung der Herden stärker angestrebt als ein maximalisierter Umsatz von Schlachttieren. Eine zahlenmäßig große Herde wird diesbezüglich in vielen Regionen Afrikas südlich der Sahara als Statussymbol betrachtet und gleichzeitig primär zur Kapitalbildung genutzt, während meist nur eine sehr geringe Zahl an Tieren geschlachtet oder verkauft wird.
Es ist heutzutage keineswegs mehr so, dass der gesamte Tierbestand einer kommunal genutzten Weideregion generell relativ gleichmäßig über die dort ansässigen Haushalte verteilt wäre. Viel mehr ist unter der Berücksichtigung von regional unterschiedlicher Wohlstandsverteilung und regional gegebenen alternativen Erwerbsquellen ggf. eine zunehmende Konzentration der Tierbestände auf eine abnehmende Anzahl an Haushalten zu beobachten. So besitzt z. B. in Namibia weniger als die Hälfte aller in kommunalen Gebieten ansässigen Haushalte überhaupt Rinder. Dabei sind aber starke regionale Unterschiede in der Rinderverteilung auszumachen: In der Kunene-Region entfallen z. B. 80 % der Rinder auf 40 % der Haushalte, während in der Kavango-Region noch eine sehr viel homogenere Verteilung mit allgemein kleineren Herden pro Haushalt gegeben ist.

## Hintergrund
Aus der Sicht des schwarzafrikanischen Selbstverständnisses, welches trotz vorübergehender kolonialer Beherrschung bis heute Bestand hat, gehören landwirtschaftlich nutzbare Flächen mit all ihren Funktionen und Ressourcen dem jeweiligen Stamm, welcher in einem bestimmten Gebiet lebt. Diese bis heute unbeugsame, mehr oder weniger sozialistische Ansicht gibt vor, dass nur das jeweilige Stammesoberhaupt vorzugeben hat, wer das betreffende Land wie und wann zu nutzen hat. Die sich hieraus ergebende Ansicht, dass das Land allen gehört, ist in den afrikanischen Ländern südlich der Sahara auch immer wieder ein Politikum.
So formulierte z. B. die Zanu-PF, die in Simbabwe diktatorisch herrschende Partei von Robert Mugabe, als einen ihrer politischen Grundsätze, dass das Land ein gemeinsames Erbe der Nation sei und dass niemand das Land oder Teile von ihm als Privatperson besitzen sollte (engl. Original-Zitat: The land is a common heritage and no one should enjoy absolute ownership of it …).

## Wirtschaftlichkeit, Probleme und mögliche Auswege
Aufgrund der primären Ausrichtung zur Deckung des familiären bzw. kommunalen Eigenbedarfs, ist die Produktivität des Communal Livestock Farming im Vergleich zur kommerziellen Tierhaltung außerordentlich niedrig. Zum Beispiel trug das Communal Livestock Farming in Namibia im Jahr 1998 lediglich etwa 5 % zur gesamten Menge an im Land erzeugten tierischen Produkten bei, obwohl zu dieser Zeit rund 48 % der Weideflächen des Landes auf diese Art und Weise bewirtschaftet wurden. Bis 2011 konnte dieser Anteil lediglich auf 6 % gesteigert werden.

Weil die Anzahl landwirtschaftlicher Nutztiere je Fläche generell viel mehr an die verfügbare Menge an Trinkwasser angepasst wird, als an die tatsächlich verfügbare Futtermenge, tritt in von Communal Livestock Farming geprägten Gebieten häufig das Problem der Überweidung und der Bodenerosion auf und auch Dürreperioden wirken sich dort tendenziell stärker aus.
Zahlreiche mit Communal Livestock Farming bewirtschaftete Gebiete im Afrika südlich der Sahara gelten heute als stark überweidet.
Zäune zur Abgrenzung von Weiden fehlen im Communal Livestock Farming fast vollständig, genauso wie systematische Beweidungspläne, welche einer Überweidung einzelner Flächen vorbeugen könnten. Außerdem ist eine effektive Unterbindung der Ausbreitung von Tierkrankheiten quasi nicht existent: Aufgrund des weitgehenden Fehlens von Zäunen und der damit verbundenen gemeinschaftlichen Nutzung von Weideland und Wasserstellen durch verschiedene Herden, werden im Communal Livestock Farming Krankheiten und Parasiten viel leichter von einem Tier auf das andere übertragen, als das in der kommerziellen Tierhaltung der Fall ist, in welcher in der Regel der Kontakt zwischen Tieren aus verschiedenen Herden so effektiv wie möglich unterbunden wird. Hierzu trägt sicherlich auch der sehr begrenzte Einsatz von Medikamenten im Communal Livestock Farming bei.
Aufgrund dieser quasi permanent gegebenen Durchmischung von einzelnen Herden, z. B. an den Wasserstellen, findet auch eine zielgerichtete Tierzucht in der Regel nicht statt. Vielmehr ist die Paarung unter Tieren aus verschiedenen Herden gang und gäbe, wobei die Tiere ihre Fortpflanzungspartner für gewöhnlich frei wählen, so dass eine systematische Nutzung bestimmter Leistungsmerkmale nicht stattfindet, was sich ggf. längerfristig negativ auf die Leistungsfähigkeit (z. B. Leichtkalbigkeit, Fleischansatz oder Milchleistung) und damit auf den wirtschaftlichen Wert des vorhandenen Nutztierbestandes auswirkt.
Gebiete mit Communal Livestock Farming verfügen in vielen Fällen über eine tendenziell höhere Bevölkerungsdichte als von kommerzieller Tierhaltung geprägte Gebiete. Gleichzeitig ist die Infrastruktur in von Communal Livestock Farming geprägten Gebieten in vielen Fällen schlechter als in Gebieten kommerzieller Tierhaltung.
Die zunehmende Bodendegradation im Zusammenspiel mit dem oft starken Bevölkerungswachstum hat, besonders im direkten Umfeld der Dörfer und Siedlungen, z. B. in Südafrika in den letzten Jahren verstärkt dazu geführt, dass der Ackerbau vermehrt auf bestehende Weideflächen ausweicht und somit verstärkt in direkte Konkurrenz zur in diesen Regionen praktizierten Weidehaltung tritt, was den Fortbestand dieser traditionellen Form der Nutztierhaltung in diversen Regionen unmittelbar gefährdet.
Ein maßgeblicher Schritt in Richtung einer Produktivitätssteigerung wurde z. B. 2013 in der simbabwischen Provinz Matabeleland South in die Tat umgesetzt, als dort kommunale Tierhalter mit Hilfe von Entwicklungshilfe-Geldern ein kommunales Feedlot zur Ausmästung von für den Verkauf bestimmten Schlachtrindern etablierten. Hierdurch kann das Schlachtvieh mittlerweile aufgrund seines zum Verkaufszeitpunkt nun deutlich besseren physiologischen Zustandes zu deutlich höheren Preisen an die Fleischindustrie weitergegeben werden.